# Olixon
Olixon (лат.) — род бескрылых ос из семейства Rhopalosomatidae (Apocrita, Vespoidea). Около 30 видов. Австралия (около 20 видов), Африка (4 вида), Мадагаскар (2), Новый Свет (5).

## Описание
Длина 2,5—10 мм. Сходные с муравьями брахиптерные виды с укороченными крыловыми остатками. Оцеллии очень мелкие (у некоторых видов отсутствуют). Проподеум с двумя мелкими выступами. Усики самок 12-члениковые (у самцов — 13-члениковые). Пронотум вытянутый с килем в передней части. Биология плохо исследована, известны данные только для нескольких видов. Австралийский вид O.australiae известен в качестве паразитоида сверчков (Orthoptera, Gryllidae), вид прямокрылых рода Nemobius spp. является хозяином для неарктических ос O. banksii (Brues), а прямокрылые рода Cycloptilum spp. — хозяева для неотропических ос O. testaceum Cameron
.
- Olixon abrahami Krogmann, Austin & Naumann, 2009[1]
- Olixon atlanticum Fernandez & Sarmiento-M, 2002[3]
- Olixon australiae (Perkins, 1908)[4]
- Olixon banksii (Brues, 1922)[5][6]
- Olixon bicolor Roig Alsina & Martínez, 2010[7]
- Olixon caju Celante, Martins & Bulbol, 2025[8]
- Olixon danggari Krogmann, Austin & Naumann, 2009[1]
- Olixon dentatum (Cameron, 1904)
- Olixon ferrugineum Krogmann, Austin & Naumann, 2009
- Olixon flavibase Townes, 1977[9]
- Olixon guyim Krogmann, Austin & Naumann, 2009[1]
- Olixon harveyi Krogmann, Austin & Naumann, 2009
- Olixon helgae Krogmann, Austin & Naumann, 2009
- Olixon jandakotae Krogmann, Austin & Naumann, 2009
- Olixon jawoyn Krogmann, Austin & Naumann, 2009
- Olixon jenningsi Krogmann, Austin & Naumann, 2009
- Olixon kakadui Krogmann, Austin & Naumann, 2009
- Olixon majus
- Olixon martini
- Olixon melinsula Lohrmann et al., 2012[10]
- Olixon myrmosaeforme
- Olixon pantanensis Bulbol, Bartholomay & Somavilla, 2023[11]
- Olixon pilbara Krogmann, Austin & Naumann, 2009
- Olixon saltator
- Olixon testaceum Cameron, 1887
- Olixon toliaraense
- Olixon wajuk Krogmann, Austin & Naumann, 2009
- Olixon waldockae Krogmann, Austin & Naumann, 2009
- Olixon wuthathi Krogmann, Austin & Naumann, 2009
- Olixon zonale Krogmann, Austin & Naumann, 2009[1]
- Другие виды